# Valentín Pimentel
Valentín Enrique Pimentel Armuelles (* 30. Mai 1991 in Panama-Stadt) ist ein panamaischer Fußballspieler.

## Karriere

### Verein
Er begann seine Karriere in der Saison 2010/11 beim Zweitligisten CD Vista Alegre. Zur Saison 2012/13 wechselte er zum SUNTRACS FC. Für die Saison 2014/15 wurde er zum CD Plaza Amador verliehen. Diesem Klub schloss er sich nach dem Ende der Leihe fest an. Anfang 2016 erneut per Leihe ging er zum CD La Equidad nach Kolumbien, wo er für den Rest des laufenden Jahres aktiv war. Nach seiner Rückkehr spielte er noch bis Ende der Spielzeit 2018/19 bei Plaza Amador.
Innerhalb des Landes wechselte er danach weiter zu Costa del Este. Nach einem halben Jahr ging er erneut per Leihe ins Ausland nach Venezuela zu Deportivo Lara, von dieser kehrte er am Ende der Saison 2019/20 zu Costa del Este zurück. Zur Saison 2021/22 schloss er sich Sporting San Miguelito an.

### Nationalmannschaft
Sein Debüt im Nationaltrikot seines Landes, gab er am 4. Juni 2015 bei einem 1:1-Freundschaftsspiel gegen Ecuador. Er wurde in der 85. Minute für Alberto Quintero eingewechselt. Nach etwas längerer Einsatzzeit im Rückspiel, kam er bei seinem ersten Turnier zum Einsatz. Beim Gold Cup 2015 erreichte er mit seiner Mannschaft den dritten Platz. Auch stand er im Kader der Copa América Centenario 2016. Beim Gold Cup 2017 spielte er nur einmal kurz im Viertelfinale. Bei der Weltmeisterschaft 2018 war er ohne Einsatz im Kader. Beim Gold Cup 2019 wurde er im Viertelfinale gegen Jamaika für eine Minute eingewechselt.